# Aşure
Aşure je sladký pokrm rozšířený zejména na Blízkém východě. Skládá se z fazolí, hrachu, pšenice, rýže, vody, rozinek a moučkového cukru. Název aşure pochází z hebrejského slova „ašur“.